# Yohan Croizet
Yohan Croizet (* 15. Februar 1992 in Sarrebourg, Département Moselle) ist ein französischer Fußballspieler, der bei Zalaegerszegi TE FC aktiv ist.

## Karriere
Yohan Croizet wuchs in Sarrebourg auf und begann mit dem Fußballspielen beim FC Sarrebourg, bevor er sich der Jugendakademie (Centre de Formation) des FC Metz anschloss. Im Sommer 2011 stieg Croizet in die zweite Mannschaft auf und absolvierte im August 2011 sein erstes Spiel für die Profimannschaft in der Ligue 2. In der Profimannschaft konnte er sich aber nicht durchsetzen und gehörte lediglich in der Reservemannschaft zu den Stammspielern.
Zur Saison 2013/14 wechselte Croizet zum belgischen Zweitligisten Royal Excelsior Virton, bei dem er sich einen Stammplatz erkämpfte und in 31 Spielen in der belgischen Zweitklassigkeit sechs Tore erzielte. Nach einem Jahr wechselte er zu Oud-Heverlee Löwen. Als Stammspieler stieg er mit der Mannschaft in die Division 1A auf. In zwei Jahren stand Croizet für Oud-Heverlee Löwen bei 69 Pflichtspielen auf dem Platz. Zur Saison 2016/17 wechselte er zu KV Mechelen und verpasste mit dem Verein die Ausscheidungsspiele um die Teilnahme an der dritten Qualifikationsrunde zur UEFA Europa League. Croizet war auch bei KV Mechelen bis zu seinem Weggang Stammspieler.
Zum 1. Januar 2018 wechselte er in die USA zum MLS-Klub Sporting Kansas City und unterschrieb einen bis 2020 laufenden Vertrag mit einer Option auf ein weiteres Jahr. Nachdem er seit Anfang August 2019 nicht mehr zum Spieltagskader gehört hatte, wurde Ende September 2019 die einvernehmliche Auflösung seines Vertrages vereinbart.
Zunächst war Croizet dann ohne Verein. Anfang Februar 2020 kehrte er nach Belgien zurück und unterschrieb einen neuen Vertrag bei Oud-Heverlee Löwen in der Division 1B. Dort blieb er genau ein Jahr und wechselste dann weiter zum ungarischen Erstligisten Újpest Budapest. Hier gewann er am Ende der ersten Spielzeit den nationalen Pokal und kam anschließend auch zwei Mal in der Qualifikation zur UEFA Europa League zum Einsatz. Dabei konnte er während der 1:2-Niederlage gegen den FC Basel eine Treffer erzielen. Zur Saison 2023/24 verlieh ihn der Verein weiter an den Ligarivalen Zalaegerszegi TE FC.

## Erfolge
- Ungarischer Pokalsieger: 2021